# Карстен Рамелов
Карстен Рамелов (нім. Carsten Ramelow, * 20 березня 1974, Берлін) — німецький футболіст, півзахисник.
Відомий виступами за клуби «Герта» та «Баєр 04», а також національну збірну Німеччини.

## Клубна кар'єра
У дорослому футболі дебютував 1991 року виступами за команду «Герта», в якій провів чотири сезони, взявши участь у 80 матчах чемпіонату. 
1995 року перейшов до клубу «Баєр 04», за який відіграв 13 сезонів. Більшість часу, проведеного у складі «Баєра», був основним гравцем команди. Завершив професійну кар'єру футболіста виступами за команду «Байєр» (Леверкузен) у 2008 році

## Виступи за збірну
1998 року дебютував в офіційних матчах у складі національної збірної Німеччини. Протягом кар'єри у національній команді, яка тривала 7 років, провів у формі головної команди країни 46 матчів, забивши 3 голи. 
У складі збірної був учасником чемпіонату світу 2002 року в Японії і Південній Кореї, де разом з командою здобув «срібло», а також чемпіонату Європи 2000 року у Бельгії та Нідерландах.

## Статистика
| Сезон   | Клуб      | Ліга             | Чемпіонат | Чемпіонат | Кубок | Кубок | Єврокубки | Єврокубки | Всього | Всього |
| Сезон   | Клуб      | Ліга             | Матчі     | Голи      | Матчі | Голи  | Матчі     | Голи      | Матчі  | Голи   |
| ------- | --------- | ---------------- | --------- | --------- | ----- | ----- | --------- | --------- | ------ | ------ |
| 1991-92 | «Герта»   | Друга Бундесліга | 2         | 0         | -     | -     | -         | -         | 2      | 0      |
| 1992-93 | «Герта»   | Друга Бундесліга | 3         | 1         | -     | -     | -         | -         | 3      | 1      |
| 1993-94 | «Герта»   | Друга Бундесліга | 27        | 2         | -     | -     | -         | -         | 27     | 2      |
| 1994-95 | «Герта»   | Друга Бундесліга | 31        | 2         | -     | -     | -         | -         | 31     | 2      |
| 1995-96 | «Герта»   | Друга Бундесліга | 17        | 0         | -     | -     | -         | -         | 17     | 0      |
| 1995-96 | «Баєр 04» | Бундесліга       | 15        | 2         | -     | -     | -         | -         | 15     | 2      |
| 1996-97 | «Баєр 04» | Бундесліга       | 32        | 2         | -     | -     | -         | -         | 32     | 2      |
| 1997-98 | «Баєр 04» | Бундесліга       | 33        | 2         | -     | -     | 9         | 1         | 42     | 3      |
| 1998-99 | «Баєр 04» | Бундесліга       | 27        | 4         | 6     | 0     | 4         | 0         | 37     | 4      |
| 1999-00 | «Баєр 04» | Бундесліга       | 26        | 0         | 3     | 0     | 6         | 0         | 35     | 0      |
| 2000-01 | «Баєр 04» | Бундесліга       | 32        | 2         | 8     | 0     | 6         | 1         | 46     | 3      |
| 2001-02 | «Баєр 04» | Бундесліга       | 32        | 2         | 8     | 0     | 14        | 2         | 54     | 4      |
| 2002-03 | «Баєр 04» | Бундесліга       | 32        | 1         | -     | -     | 9         | 0         | 41     | 1      |
| 2003-04 | «Баєр 04» | Бундесліга       | 31        | 2         | -     | -     | -         | -         | 31     | 2      |
| 2004-05 | «Баєр 04» | Бундесліга       | 31        | 1         | -     | -     | 10        | 0         | 41     | 1      |
| 2005-06 | «Баєр 04» | Бундесліга       | 25        | 2         | -     | -     | -         | -         | 25     | 2      |
| 2006-07 | «Баєр 04» | Бундесліга       | 13        | 2         | -     | -     | 6         | 2         | 18     | 4      |
| 2007-08 | «Баєр 04» | Бундесліга       | 4         | 1         | -     | -     | 1         | 0         | 5      | 2      |
| Всього  |           |                  | 413       | 27        | 28    | 0     | 65        | 6         | 503    | 33     |

## Досягнення
- Фіналіст кубка Німеччини: 1993, 2002
- Фіналіст Ліги чемпіонів: 2002
- Срібний призер чемпіонату світу: 2002